# Witalij Głuszczenko
Witalij Witaljewicz Głuszczenko (ros. Виталий Витальевич Глущенко, ur. 14 marca 1977) – rosyjski narciarz, specjalista narciarstwa dowolnego. Najlepszy wynik na mistrzostwach świata osiągnął podczas mistrzostw w Whistler, mistrzostw w Deer Valley i mistrzostw w Ruka, gdzie zajmował 9. miejsce w jeździe po muldach podwójnych. Jego najlepszym wynikiem olimpijskim jest 17. miejsce w jeździe po muldach na igrzyskach olimpijskich w Salt Lake City. Najlepsze wyniki w Pucharze Świata osiągnął w sezonie 2002/2003, kiedy to zajął 11. miejsce w klasyfikacji jazdy po muldach.
W 2006 r. zakończył karierę.

## Sukcesy

### Igrzyska olimpijskie
| Miejsce | Dzień     | Rok  | Miejscowość    | Konkurencja      | Zwycięzca       |
| ------- | --------- | ---- | -------------- | ---------------- | --------------- |
| DNF     | 11 lutego | 1998 | Nagano         | Jazda po muldach | Jonny Moseley   |
| 17.     | 12 lutego | 2002 | Salt Lake City | Jazda po muldach | Janne Lahtela   |
| 35.     | 15 lutego | 2006 | Turyn          | Jazda po muldach | Dale Begg-Smith |

### Mistrzostwa świata
| Miejsce | Dzień       | Rok  | Miejscowość | Konkurencja      | Zwycięzca       |
| ------- | ----------- | ---- | ----------- | ---------------- | --------------- |
| 13.     | 19 stycznia | 2001 | Whistler    | Jazda po muldach | Mikko Ronkainen |
| 9.      | 21 stycznia | 2001 | Whistler    | Muldy podwójne   | Stéphane Yonnet |
| 19.     | 31 stycznia | 2003 | Deer Valley | Jazda po muldach | Mikko Ronkainen |
| 9.      | 1 lutego    | 2003 | Deer Valley | Muldy podwójne   | Jeremy Bloom    |
| 11.     | 19 marca    | 2005 | Ruka        | Jazda po muldach | Nathan Roberts  |
| 9.      | 20 marca    | 2005 | Ruka        | Muldy podwójne   | Toby Dawson     |

### Puchar Świata

#### Miejsca w klasyfikacji generalnej
- 1999/2000 – 85.
- 2000/2001 – 35.
- 2001/2002 – 40.
- 2002/2003 – -
- 2003/2004 – 51.
- 2004/2005 – 57.
- 2005/2006 – 95.

#### Miejsca na podium
1. Inawashiro – 15 lutego 2003 (Jazda po muldach) – 3. miejsce